# محمد محجوب الدوري
محمد محجوب مهدي الدوري (1937-1979م) هو وزير عراقي سابق، شغل منصب وزير التربية، ، تخرج في كلية العلوم السياسية/ جامعة بغداد، شغل منصب المحافظ لعديد من المحافظات العراقية من أهمها البصرة 1969 وواسط وثم ديالى قبل أن يشغل منصب عضو قيادة قطرية في حزب البعث العربي الاشتراكي ووزيرا للتربية 1976-1979 ,ترجع أصوله إلى قضاء الدور من عشيرة البوحيدر، وكان من المقربين إلى الرئيس العراقي أحمد حسن البكر.
كان السيد محمد محجوب الدوري له دور فعال جدا في محو الأمية في العراق أبان السبعينيات وحاز على جائزة اليونسكو بعد وفاته عام 1981 في عهد الوزير عبد القادر عز الدين الذي كان يشرف على الحملة في عهده، تعرض إلى العديد من محاولات الاغتيال قبل اعدامه من قبل نظام صدام حسين في 8 آب سنة 1979م.

## طالع
- تطهير حزب البعث 1979